# Cittadinanza italiana

Stemma della Repubblica Italiana

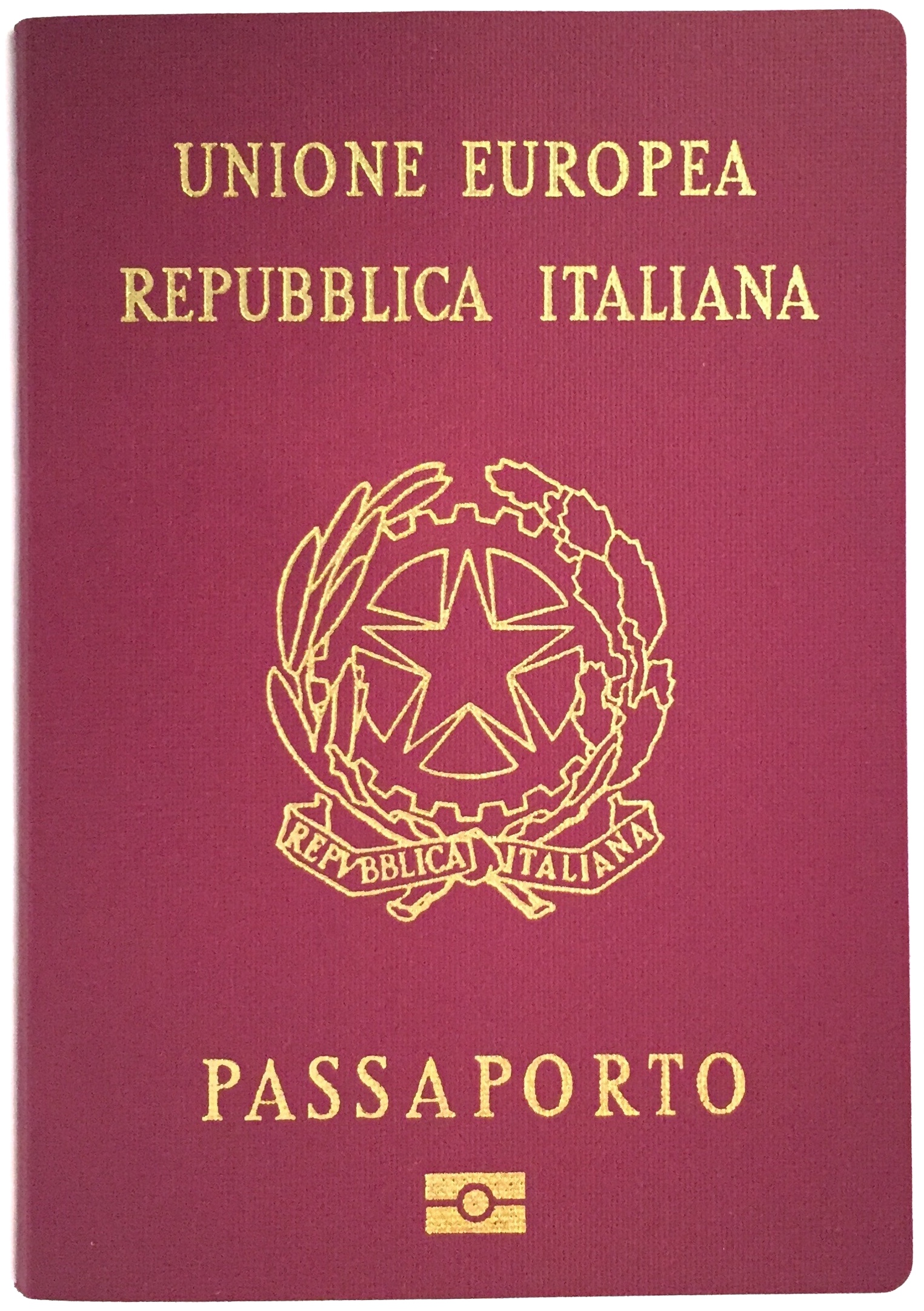
Copertina di un passaporto italiano rilasciato nel 2006

La cittadinanza italiana è la condizione della persona fisica (detta "cittadino italiano") alla quale l'ordinamento giuridico dell'Italia riconosce la pienezza dei diritti civili e politici. La cittadinanza italiana è basata principalmente sullo ius sanguinis.

## Acquisizione della cittadinanza italiana
La cittadinanza italiana può essere acquisita in diverse modalità:
- Automaticamente se nati in Italia, secondo il principio dello ius sanguinis (diritto di sangue), che si verifica quando si è nati da almeno un genitore cittadino italiano. Questo può avvenire per nascita, riconoscimento o adozione. È importante notare che per acquisire la cittadinanza italiana per ius sanguinis, non è necessario dimostrare un livello di conoscenza della lingua italiana.
- Automaticamente se nati all'estero, secondo il principio dello ius sanguinis, che si verifica se quando si è nati e non si possiede un'altra cittadinanza, o se almeno uno dei genitori o dei nonni possedeva esclusivamente la cittadinanza italiana, o se uno dei genitori ha risieduto legalmente e continuativamente in Italia per almeno due anni dopo l'acquisto della cittadinanza italiana e prima della nascita del figlio.[1][2]
- Automaticamente, secondo lo ius soli (diritto del suolo), riservato a coloro nati in Italia da genitori apolidi o da genitori stranieri il cui paese d'origine non riconosce lo ius sanguinis, o da genitori sconosciuti in caso di abbandono, a condizione che non venga identificato né uno né entrambi i genitori.
- Per beneficio di legge se un minore straniero o apolide, discendente da genitori cittadini italiani per nascita, diviene cittadino italiano se i genitori o il tutore dichiarano la volontà di acquisto; questo richiede anche che, successivamente a tale dichiarazione, il minore risieda legalmente e continuativamente per almeno due anni in Italia, oppure che la dichiarazione di volontà sia presentata entro un anno dalla nascita o dalla data di riconoscimento/adozione da parte di un cittadino italiano.[1][2]

- Su domanda, secondo lo ius sanguinis (vedi sotto) o per aver prestato servizio militare di leva o servizio civile.
- Per elezione se si nasce in Italia da genitori stranieri e ci si risiede legalmente e ininterrottamente fino ai 18 anni; la dichiarazione dev'essere fatta entro un anno dal raggiungimento della maggiore età.[3]
- Su richiesta, secondo lo ius sanguinis, tramite apposita domanda. Tuttavia, per richiedere la cittadinanza italiana per naturalizzazione (naturalizzazione per residenza), è necessario soddisfare il requisito linguistico di conoscenza della lingua italiana al livello B1.[4]
- Per naturalizzazione, dopo 10 anni di residenza legale in Italia, a condizione di assenza di precedenti penali[5], presenza di adeguate risorse economiche[5] e conoscenza della lingua italiana a livello B1[5]; il termine è ridotto a 3 anni per ex cittadini italiani ed i loro immediati discendenti (ius sanguinis) e per gli stranieri nati in Italia (ius soli), a 4 anni per i cittadini di altri Stati membri dell'Unione europea e 5 anni per apolidi e rifugiati.
- Per matrimonio o unione civile[6] con un cittadino italiano, dopo due anni di residenza legale in Italia o dopo tre anni di matrimonio o unione civile se residenti all'estero (termini ridotti della metà in presenza di figli nati o adottati dai coniugi), a condizione di assenza di precedenti penali. Le donne straniere, sposandosi con cittadini italiani prima del 27 aprile 1983, acquisivano automaticamente la cittadinanza italiana.
- Con decreto del Presidente della Repubblica, sentito il Consiglio di Stato e previa deliberazione su proposta del Ministro dell'interno, di concerto con il Ministro degli affari esteri: per eminenti servizi all'Italia, ovvero quando ricorra un eccezionale interesse dello Stato.[7]
- Su domanda, per essere nati in territori già italiani.
- Su richiesta, per coloro nati in territori che erano precedentemente parte dell'Impero austro-ungarico.[8]

Il diritto alla cittadinanza per ius sanguinis non si prescrive, ma per poterlo esercitare occorre che si verifichi una delle seguenti condizioni:
- L'antenato donna può trasmettere il diritto alla cittadinanza ai discendenti nati prima del 1º gennaio 1948 (data di entrata in vigore della Costituzione italiana) solo in circostanze eccezionali. Questo avviene se il padre era sconosciuto, apolide o se i figli non seguivano la cittadinanza del padre straniero in base alle leggi dello Stato di appartenenza di quest'ultimo. In particolare, ciò si applica quando il paese concedeva la cittadinanza straniera solo in base allo ius soli e non allo ius sanguinis.
- l'antenato italiano, nato prima del 17 marzo 1861 (data della proclamazione del Regno d' Italia), deve essere deceduto dopo tale data e con la cittadinanza italiana.

## Le tappe storiche della legislazione sulla cittadinanza italiana

### Lo Statuto Albertino del 1848
Lo Statuto Albertino, emanato per il Regno di Sardegna nel 1848, fu la prima norma fondamentale anche per lo Stato italiano formatosi dopo l'unità d'Italia nel 1861.
Costituzione ottriata, lo Statuto elencava i principi fondamentali su cui si fondava l'ordinamento monarchico. L'art. 24 recitava:
Questa lodata eguaglianza davanti alla legge era riferita comunque soltanto agli uomini dal momento che allora le donne erano subordinate all'autorità del pater familias. Il fatto era rilevante anche per la cittadinanza, giacché la soggezione della donna e anche dei suoi figli al marito faceva sì che qualsiasi episodio riguardante la cittadinanza del marito si riversasse su tutta la famiglia. Così accadeva anche per la perdita o il riacquisto della cittadinanza, per esempio per la naturalizzazione in un altro paese.

### Il codice civile del 1865
Gli articoli da 4 a 15 del codice civile del 1865 regolano l'acquisto e la perdita della cittadinanza italiana. La cittadinanza italiana si acquista jure sanguinis: È cittadino il figlio di padre cittadino; si perde per rinunzia seguita da emigrazione o per aver ottenuto una cittadinanza straniera.

### La legge nº 555 del 13 giugno 1912
Nonostante lo Statuto Albertino non facesse nessun riferimento né all'uguaglianza, né alla differenza tra i sessi, l'idea della soggezione della moglie al marito, idea con antecedenti millenari, nell'intenzione del legislatore era comunque presente nella norma fondamentale; moltissimi ne sono gli esempi nel diritto positivo, come l'art. 144 del Codice civile del 1942 e, precisamente, la Legge 555/1912, che esprimeva il primato del marito nel matrimonio e la soggezione della moglie e dei figli alle vicissitudini che all'uomo potevano accadere in relazione alla cittadinanza; in particolare stabiliva:
1. lo ius sanguinis era, come le donne nell'attuale regime, il principio reggente, essendo lo ius soli una ipotesi residua;
2. i figli seguivano la cittadinanza del padre, e solo in forma residua della madre. La madre trasmetteva il diritto alla cittadinanza ai discendenti nati prima del 1º gennaio 1948 (entrata in vigore della Costituzione della Repubblica Italiana) solo in ipotesi residua, articolo 1 comma 2, legge 13 giugno 1912, n. 555, nelle seguenti condizioni: se il padre era ignoto, se il padre era apolide, se i figli non seguivano la cittadinanza del padre straniero secondo la legge dello Stato al quale questo apparteneva, ossia se il paese estero del padre imponeva, o concedeva, la cittadinanza estera solo per iure soli e non per iure sanguinis. In quest'ultimo caso, il Ministero dell'Interno ritiene che se il figlio riceve la cittadinanza ius soli del Paese dove è nato, non segue la cittadinanza materna, come nel caso che riceva la del padre iure sanguinis;
3. la donna perdeva l'originaria cittadinanza italiana in caso di matrimonio con uno straniero la cui legge nazionale le trasmettesse la cittadinanza del marito, come effetto diretto e immediato del matrimonio. (questa è una situazione tutta di rivedere già che l'articolo 10, perdita della cittadinanza in maniera automatica per iure matrimonii, della legge 13 giugno 1912, n. 555, è contrapposto all'articolo 8 comma 2, di carattere universale, che non acconsente l'automaticità della perdita della cittadinanza per naturalizzazione estera.

La legge n. 555 del 13 giugno 1912 sanciva casi di doppia cittadinanza.
Ove rispetta il possesso della cittadinanza italiana in aggiunta a un'altra cittadinanza, ha importanza notevole l'art. 7 della legge n. 555, per la dispersione mondiale degli italiani in molti paesi. Il provvedimento di quest'articolo ha sconnesso la perdita della cittadinanza italiana appartenente al padre, dallo status della stessa cittadinanza appartenente ad alcuni figli minorenni già nati.
Se il figlio è nato da padre italiano in un paese che attribuisce la cittadinanza ius soli, è nato con la doppia cittadinanza: cittadinanza italiana del padre e cittadinanza del paese in cui è nato. I figli nati con doppia cittadinanza di questo modo possono mantenere il loro status doppio nel evento che sia naturalizzato più avanti il padre, partendo il padre dalla cittadinanza italiana.
L'art. 7 dice:
Come le leggi nel 1912 erano molto sensibili al sesso della persona in riguardo, rimane da spiegare che il provvedimento dell'art. 7 si estendeva ad ambo i figli e le figlie, ma questo non comporta che la figlia, mantenendo la sua cittadinanza doppia dopo la naturalizzazione del suo padre, potesse trasmettere la sua propria cittadinanza italiana ai suoi figli nati prima del 1º gennaio 1948.
La Legge nº 555 porta una disposizione con l'effetto che i figli di vedove italiane ritengono la cittadinanza italiana proveniente dal padre, nell'evento che risposi la vedova, acquisendo un'altra cittadinanza in conseguenza, da leggersi nell'art. 12. I figli in riguardo possono ritenere la cittadinanza italiana anche se acquisiscono la nuova cittadinanza della madre in modo di derivazione automatica.
Le donne straniere sposatesi con cittadini italiani prima del 27 aprile 1983 hanno acquisito automaticamente la cittadinanza italiana. Se l'acquisizione della cittadinanza italiana per matrimonio non fu producente di effetti sulla sua cittadinanza secondo le leggi del paese dove apparteneva, la donna sposata aveva quindi doppia cittadinanza. L'art. 10 della Legge nº 555 disponeva che una donna sposata non poteva assumere una cittadinanza diversa da quella del marito. Se fu estesa una cittadinanza estera alla donna, da parte di un altro stato, in costanza del suo matrimonio con un cittadino italiano, la donna è rimasta italiana.

### La Costituzione repubblicana del 1948
La Costituzione repubblicana entrò in vigore il 1º gennaio 1948.
Con la svolta di Salerno dell'aprile del 1944, sancita tra il Comitato di Liberazione Nazionale e la Corona, si era deciso di rinviare la scelta tra monarchia e la repubblica sino alla fine della guerra. Rimase ancora formalmente in vigore lo Statuto Albertino, dal momento che le leggi che l'avevano limitata erano state, in certa misura, abrogate a partire dal 25 luglio 1943 (giorno della caduta del fascismo).
Il 2 giugno 1946 si celebrarono le elezioni. Tutti gli italiani, uomini e donne che avessero compiuto i 21 anni di età, vennero chiamati al voto ai quali furono consegnate due schede: una per il referendum istituzionale, la scelta tra monarchia e repubblica, l'altra per l'elezione dei 556 deputati dell'Assemblea Costituente.
L'attuale Costituzione italiana fu approvata dall'Assemblea Costituente nella sessione del 22 dicembre 1947, pubblicata nella gazzetta ufficiale il 27 dicembre 1947 ed entrò in vigore il 1º gennaio 1948.
Venne stabilita una Repubblica democratica, fondata sul lavoro e la sovranità del popolo, e furono riconosciuti i diritti individuali, come quello del corpo sociale, sulla base del compimento dei doveri inderogabili di solidarietà politica, economica e sociale (Artt. 1 e 2).
Gli articoli fondamentali per gli argomenti che, più avanti, verranno sviluppati in relazione alla cittadinanza, sono i seguenti:
L'articolo 3, situato tra i "Principi fondamentali", contiene due incisi.
- Il primo inciso stabilisce l'uguaglianza di tutti i cittadini: "Tutti i cittadini hanno uguale dignità sociale e sono uguali di fronte alla legge, senza distinzione di sesso, razza, lingua, religione, opinione politica, condizione personale e sociale".
- Il secondo inciso, integrativo del primo, e non meno importante, aggiunge: "È dovere della Repubblica rimuovere gli ostacoli di ordine economico e sociale che, limitando di fatto la libertà e l'uguaglianza dei cittadini, impediscano il pieno sviluppo della persona umana e la effettiva partecipazione di tutti i lavoratori all'organizzazione politica, economica e sociale del Paese".

L'art. 29, situato nel titolo II, "Relazioni etico-sociali", che stabilisce: "La Repubblica riconosce i diritti della famiglia come società naturale fondata sul matrimonio". Il secondo inciso stabilisce l'uguaglianza tra i coniugi: "Il matrimonio è fondato sull'uguaglianza morale e giuridica dei coniugi, con i limiti stabiliti dalla legge a garanzia della unità familiare".
Altro articolo di fondamentale importanza è il 136, situato nel titolo VI, "Garanzie costituzionali", sezione I, "La Corte costituzionale", e il suo testo è il seguente: "Quando la Corte dichiara l'illegittimità costituzionale di una norma di legge o di atto avente forza di legge, la norma cessa di avere efficacia dal giorno successivo alla pubblicazione della decisione". Inoltre, in relazione a questo articolo, sempre in riferimento al tema della cittadinanza, è molto importante il secondo comma: "La decisione della Corte è pubblicata e comunicata alle Camere ed ai Consigli regionali interessati, affinché, ove lo ritengano necessario, provvedano nelle forme costituzionali".

### La sentenza nº 87 del 1975 della Corte Costituzionale
La Costituzione repubblicana rimase inattuata dal giorno della sua entrata in vigore in materia di cittadinanza per via materna fino all'anno 1983. Nonostante l'eguaglianza determinata dagli art. 3 e 29 della Costituzione, non fu approvata dal Parlamento nessuna legge che modificasse la mancanza di una norma di diritto positivo che permettesse che il figlio di cittadina italiana, e padre straniero, fosse cittadino italiano iure sanguinis.
La sentenza del 9 aprile 1975, nº 87, della Corte Costituzionale, dichiarò l'illegittimità costituzionale dell'art. 10, terzo inciso, della legge del 13 giugno 1912, nº 555 ("Disposizioni sulla cittadinanza italiana"), nella parte che prevedeva la perdita di cittadinanza italiana indipendentemente dalla volontà della donna.
Fra i punti fondamenti della sentenza, si segnala che l'art. 10 si ispira alla concezione molto diffusa nel 1912 di considerare la donna giuridicamente inferiore all'uomo e come persona che non ha piena capacità giuridica (a quel tempo non si riconoscevano alle donne diritti politici attivi o passivi), concezione che non rappresenta, e anzi contrasta con i principi della Costituzione. Si aggiunge che senza dubbio la norma contestata, stabilendo in esclusiva relazione dalla donna la perdita della cittadinanza italiana, crea una disparità di trattamento ingiustificata e irrazionale fra i coniugi, soprattutto quando non è richiesta la volontà dell'interessata o addirittura contro la volontà di questa. Inoltre si produce una disparità di trattamento ingiustificata fra le stesse donne italiane che si sposano con uno straniero, facendo dipendere da esse la perdita automatica o la conservazione della cittadinanza dall'esistenza o meno di una norma straniera, cioè da una circostanza estranea dalla sua volontà.

### La legge nº 151 del 1975
Per effetto di tale dichiarazione d'incostituzionalità, nell'ambito della riforma del diritto di famiglia del 1975, fu introdotto l'art. 219 della legge n. 151/1975 che consentiva alle donne il “riacquisto” (rectius, riconoscimento) della cittadinanza:
Il termine “riacquisto” appare improprio in quanto con le decisioni della Corte costituzionale è stato pronunciato che la cittadinanza non è stata mai perduta dalle donne interessate, né era stata mai una volontà della donna in tal senso, e pertanto sembra come più adeguato alla dottrina e alla giurisprudenza il termine “riconoscimento”.

### La sentenza nº 30 del 1983 della Corte Costituzionale
La sentenza n. 30 fu pronunciata il 28 gennaio 1983, depositata in cancelleria il 9 febbraio 1983, e pubblicata nella gazzetta ufficiale n. 46 del 16 febbraio 1983. Si era proposta questione d'illegittimità costituzionale dell'art. 1, n. 1, della legge 555 del 1912, "nella parte in cui non prevede che il figlio di moglie cittadina italiana, che abbia conservato la cittadinanza pur dopo del matrimonio con lo straniero, abbia la cittadinanza italiana". La sentenza determinò: “L'art. 1, n. 1, della legge n. 555 del 1912 è in chiaro contrasto con l'art. 3, comma 1, (eguaglianza davanti alla legge, senza distinzione di sesso, ecc. ) e con l'art. 29, comma 0002 (eguaglianza morale e giuridica dei coniugi)”. La Corte Costituzionale non soltanto ha dichiarato l'illegittimità costituzionale dell'art. 1 della legge del 13 giugno 1912, n. 555, nella parte nella quale non prevede che sia cittadino per nascita anche il figlio di madre cittadina; ma pure dell'art. 2, comma 2, della stessa legge, in quanto permette l'acquisizione della cittadinanza materna da parte del figlio soltanto a ipotesi di carattere residuale, giacché in avanti potrà acquisire la cittadinanza in qualsiasi circostanza.

### Il parere nº 105 del 1983 del Consiglio di Stato
Il parere reso dal Consiglio di Stato, sezione V, in sede consultiva, n. 105 del 15 aprile 1983 risolve che per forza della sentenza n. 30 del 1983 della Corte costituzionale potevano considerarsi cittadini italiani soltanto gli individui nati da madre cittadina a far data dal 1º gennaio del 1948, sul presupposto che la efficacia della sentenza della Consulta non poteva azionare retroattivamente oltre il momento in cui si produce il contrasto tra la legge anteriore e la nuova Costituzione, e per questo prima della data di entrata in vigore della Costituzione repubblicana, cioè il 1º gennaio 1948.

### La legge nº 123 del 1983
Sei giorni dopo, il 21 aprile 1983, fu sancito dalla legge 123 che è cittadino per nascita il figlio minore, anche adottivo, di padre o di madre cittadini, o nato in Italia, ammettendo in ogni caso il possesso della cittadinanza multipla. Nel caso di doppia cittadinanza non nato in Italia, il figlio doveva optare per una sola cittadinanza entro un anno dal raggiungimento della maggiore età (art. 5). Come si osserva la legge estendeva la cittadinanza ai figli di cittadina che fossero minori al momento della sua entrata in vigore, anche nel caso che fossero adottivi. La stessa legge abrogava la precedente norma che prescriveva l'acquisizione automatica della cittadinanza italiana iure matrimonii per le straniere che contraevano matrimonio con un cittadino italiano. Pertanto dalla data di entrata in vigore (27 aprile) veniva sancita l'uguaglianza dei coniugi stranieri innanzi alla legge italiana, e ribadito il principio cardine dell'acquisizione della cittadinanza mediante espressione di una volontà in tal senso.

## L'attuale legislazione sulla cittadinanza italiana

### Legge nº 91 del 1992
La legge 5 febbraio 1992, n. 91 stabilisce che è cittadino per nascita:
a) Il figlio di padre o di madre cittadini;
b) chi è nato nel territorio della Repubblica se ambo i genitori sono ignoti o apolidi, o se il figlio non segue la cittadinanza dei genitori, secondo la legge dello Stato di questi (art. 1, comma 1). Per il comma 2º, è cittadino per nascita il figlio d'ignoti trovato in Italia, se non si prova il possesso di un'altra cittadinanza. È importante l'art. 3, che riproduce, parzialmente, il testo dell'art. 5 de la legge n. 123 del 1983, in quanto considera cittadino il figlio adottivo, anche straniero, di cittadino o cittadina italiani, anche se nato prima della sanzione della legge. Cioè ha stabilito, espressamente, la retroattività per questa situazione.
Ciononostante la legge esclude la retroattività nell'art. 20, disponendo che "... salvo che sia espressamente previsto, lo stato di cittadinanza acquisito anteriormente alla presente legge non si modifica se non per fatti posteriori alla data di entrata in vigore della stessa".
Questa disposizione e il parere n. 105 del 15 aprile 1983, hanno prodotto che i figli di cittadina italiana, e padre straniero, nato prima del 1º gennaio 1948 (data di entrata in vigore della Costituzione repubblicana) rimangano assoggettati all'antica legge n. 555 del 13 giugno 1912, nonostante la dichiarazione d'illegittimità costituzionale operata dalla sentenza n. 30 del 1983 della Corte costituzionale.
Inoltre la legge n. 91/1992 ammette in ogni caso il possesso della cittadinanza multipla, già dall'art. 5 della legge n. 123/1983.
Leggi successive al 1992 hanno modificato l'accesso alla cittadinanza estendendolo ad alcune categorie di cittadini che, per ragioni storiche e collegate agli eventi bellici, ne erano rimaste escluse.
Queste leggi sono:
1) la legge 14 dicembre 2000, n. 379, "Disposizioni per il riconoscimento della cittadinanza italiana alle persone nate e già residenti nei territori appartenuti all'Impero austro-ungarico e ai loro discendenti". (Pubblicata nella Gazz. Uff. 19 dicembre 2000, n. 295)
2) la legge 8 marzo 2006, n. 124, "Modifiche alla L. 5 febbraio 1992, n. 91, concernenti il riconoscimento della cittadinanza italiana ai connazionali dell'Istria, di Fiume e della Dalmazia e ai loro discendenti". Pubblicata nella Gazzetta Ufficiale del 28 marzo 2006, n. 73.
Si è inoltre successivamente discusso su una riforma della legge sulla cittadinanza in senso più favorevole per gli immigrati extracomunitari, che possono richiederla solo dopo aver trascorso 10 anni nel territorio della Repubblica.
Restano tuttavia irrisolti molti aspetti, quali quelli del riconoscimento dello status di cittadino per i discendenti da donna italiana che prima del 1948 aveva sposato un cittadino straniero e a causa del matrimonio aveva perduto la cittadinanza italiana. Questi casi hanno creato un doppio regime per il riacquisto del nostro status civitatis: mentre i discendenti per linea paterna non hanno ostacoli al riconoscimento del loro status di cittadini, anche se l'antenato era emigrato nel 1860, i discendenti da donna italiana, anche nella stessa famiglia, vedono ancora oggi invece precluso il riacquisto della cittadinanza italiana, potendo solamente rivolgersi al giudice italiano.

### La sentenza nº 4466 del 25 febbraio 2009 della Corte di Cassazione
Le sezioni unite, mutando orientamento rispetto alla pronuncia n. 3331 del 2004, hanno stabilito che, per effetto delle sentenze della Corte costituzionale n. 87 del 1975 e n. 30 del 1983, deve essere riconosciuto il diritto allo "status" di cittadino italiano al richiedente nato all'estero da figlio di donna italiana coniugata con cittadino straniero nel vigore della L. n. 555 del 1912 che sia stata, di conseguenza, privata della cittadinanza italiana a causa del matrimonio. Pur condividendo il principio dell'incostituzionalità sopravvenuta, secondo il quale la declaratoria d'incostituzionalità delle norme precostituzionali produce effetto soltanto sui rapporti e le situazioni non ancora esaurite alla data del 1º gennaio 1948, non potendo retroagire oltre l'entrata in vigore della Costituzione, la Corte afferma che il diritto di cittadinanza in quanto "status" permanente e imprescrittibile, salva l'estinzione per effetto di rinuncia da parte del richiedente, è giustiziabile in ogni tempo (anche in caso di pregressa morte dell'ascendente o del genitore dai quali deriva il riconoscimento) per l'effetto perdurante anche dopo l'entrata in vigore della Costituzione dell'illegittima privazione dovuta alla norma discriminatoria dichiarata incostituzionale.

### Effetti della sentenza nº 4466/09 sulla giurisprudenza
Successivamente a tale pronuncia del 2009, i giudici del tribunale di Roma hanno emesso diverse sentenze di riconoscimento della cittadinanza italiana a figli e discendenti di cittadina italiana, nati prima del 1948. Non avendo il Parlamento italiano recepito in legge tale sentenza della Cassazione, non è possibile ottenere la cittadinanza iure sanguinis per via materna promuovendo la relativa istanza al Consolato o al competente ufficio di Stato Civile dei comuni italiani. Per i discendenti di donna italiana (o con discendenza italiana), nati prima del 1948, rimane quindi la possibilità solo in via giudiziale di ottenere il riconoscimento della cittadinanza italiana.

## Dati sull'ottenimento della cittadinanza
I dati del Ministero dell'interno mostrano che, negli ultimi decenni, gli ottenimenti della cittadinanza si sono incrementati in modo vistoso, fino a decuplicarsi dal 1998 al 2016, anno in cui fu raggiunto un picco (da quando iniziano le statistiche). Le concessioni di cittadinanza calarono negli anni dal 2017 al 2021, per poi tornare a crescere dal 2022 in poi, superando il precedente primato del 2016.
Questi numeri si riferiscono soltanto alle concessioni di cittadinanza, non ai riconoscimenti iure sanguinis.
| Anno | Acquisizioni della cittadinanza |
| ---- | ------------------------------- |
| 1998 | 12036                           |
| 1999 | 11337                           |
| 2000 | 9594                            |
| 2001 | 10381                           |
| 2002 | 10670                           |
| 2003 | 13418                           |
| 2004 | 11941                           |
| 2005 | 19226                           |
| 2006 | 35776                           |
| 2007 | 38466                           |
| 2008 | 39484                           |
| 2009 | 40084                           |
| 2010 | 40223                           |
| 2011 | 21206                           |
| 2012 | 65383                           |
| 2013 | 100712                          |
| 2014 | 129887                          |
| 2015 | 178035                          |
| 2016 | 201591                          |
| 2017 | 146605                          |
| 2018 | 112523                          |
| 2019 | 127001                          |
| 2020 | 131803                          |
| 2021 | 121457                          |
| 2022 | 213716                          |
| 2023 | 213567                          |